# 海獅行為
海獅行為是一種白目及騷擾行為。做出該行為的人通常與他人不斷糾纏，持續地要求對方就一些與爭論核心不相關（或者是已經提供過證據）的話題提供證據，同時擺出一副裝作禮貌及真誠的樣子（「我只是想要認真探討問題」）。海獅行為的具體體現通常為「持續不斷且出於惡意地要求他人參與討論」，類似於針對於人（而不是網站）的阻斷服務攻擊。「海獅行為」一詞出自David Malki在2014年為網絡漫畫《Wondermark》創作的其中一回；英國《獨立報》描述該詞語是「有史以來對Twitter最恰當的描繪」。

## 定義及描述
施行海獅行為的人通常在擺出一副裝作真摯和不知的樣子的前提下，打著「想要認真地探討問題」的幌子，持續不懈地要求對方就一些問題提供回答或支撐證據。當對方真的給出證據的時候，他們通常忽視或迴避這些證據。最終，當對方不勝其擾、被激怒、氣急敗壞的時候，他們便可以搖身一變成為「受害者」，反過來指責對方心胸狹隘、蠻橫無理。海獅行為被描述為「持續不斷且出於惡意地要求他人參與討論」。海獅行為可以由一人單獨做出，或是由一群人串謀聯合做出。
在哈佛大学伯克曼互联网与社会研究中心發表的一篇文章中，研究者對海獅行為做出如下描述：
海獅行為將持續提問和堅持理性辯論揉合在一起。海獅行為中的提問通常針對的是基礎的訊息、隨處可見的明顯事實、與討論核心無關的論點。當實施海獅行為的人將這些問題與狂熱堅持理性辯論結合時，他們將自己偽裝成真誠想要學習和交流的一方。海獅行為有兩個目標：其一是消磨對方的耐心、注意力和試圖和諧交流的精力；其二是將對方描繪為蠻不講理的人。雖然這種人提出的問題看過去很正常很無辜，但是他們拋出問題的動機是惡意的，造成的結果也是有害的。——Amy Johnson
美国杜克大学哲学系教授華特・西諾-阿姆斯壯（Walter Sinnott-Armstrong）在著作《Think Again: How to Reason and Argue》当中探讨了这个词语：
網路白目有时会积极施行一种叫做“海狮行为”的行为。他們要求你得一直陪他們辯論下去，他們想辯多久就辯多久，甚至在你發現進一步討論也無濟於事之後還持續許久。如果你宣布你想停止，他們就會指控你心胸狹隘或者反對理性。這種做法極其令人不快。理性不該被消音，但它偶爾需要度個假。——Walter Sinnott-Armstrong
除开上述華特・西諾-阿姆斯壯的观点，其他数位研究人员也将海狮行为直接描述为網路白目的惯用技俩。
在2020年12月，在线版将本词列入观察列表当中，指出尽管尚未被正式收录，但是该词语的使用次数越来越多：
海狮行为是什么：“海狮行为”是一种白目行为，意图消磨对方参与辩论的意志，自己却根本不想做出认真的论述。
加拿大杂志《麦克林》在2021年发表的文章中赞扬了《韋伯字典》为本词做出的定义，称其“准确地描述了在网上交流时遭受到的挫折”。

### 与其他概念的比较
海獅行為，作為一種伎倆，被研究者用來與亂槍打鳥論證类比，又被比喻為針對人類的阻斷服務攻擊，透過不斷拋出問題使對方不堪重負。
英國哲學家Sophie Grace Chappell在2022年將海獅行為與蘇格拉底反詰法當中的概念「eironeia」类比。她为eironeia做下的定義是為了駁倒一個論點而不懷好意地假裝一無所知，「在網路用語中，eironeia就是『海獅行為』。」

## 起源與發展
「海獅行為」一詞源自David Malki在2014年9月19日刊载在網絡漫畫《Wondermark》中的一篇名為〈The Terrible Sea Lion〉的一回。在這一回當中，一位角色表達了自己對海獅的厭惡。此番話被一隻海獅聽到之後，海獅便插入其中，開始反覆要求這位角色解釋他的發言，還使用非常社交的語言反覆質問他的觀點，不惜跟入私宅客廳乃至臥室，被喊滾蛋也不依不饒。本作品引發共鳴，「Sea lion」（海獅）一詞很快便名詞轉動詞，原作者則樂見本作引發的廣泛迴響。
英國《獨立報》在2014年同年的社論中便將這篇漫畫稱為「有史以來對Twitter最恰當的描繪」。
之後，該詞語便作為描述一種特定的網路白目行為的專用詞語而逐漸變得常用；在玩家門事件當中被用於描述其中的一些現象。
一篇發表於《First Monday》期刊的研究以Reddit子板塊「/r/KotakuInAction」（玩家門事件的騷擾方組織大本營）的使用者為調查對象，採訪了他們對於「什麼是騷擾」的看法。被認為組織了騷擾行為的參與者認為自己「誠摯表達出的不同意見」被對方視為騷擾，而他們對於證據的合理請求則被對方以一句「海獅行為」堵嘴。
「海獅行為」不是第一個源自漫畫的新詞。加拿大《麦克林》雜誌在2021年发表的文章中將本作與其他從漫畫誕生、進入日常用語的詞彙（Brainiac、Milquetoast）對比。評論者指出「海獅行為」一詞的始作俑者David Malki本人對這個詞語的態度其實五味雜陳，他曾經表示過自己本意只是想描述觀察到的現象，沒預料過自己會創造詞彙。他同時表示創作該幅漫畫的初衷是批判「每個人只要有耐心，都有權利從他人身上隨心所欲地索取關注」的觀念。

### 期刊與書籍
1. Poland, Bailey. . University of Nebraska Press. 2016-10: 144–145  [2018-01-10]. ISBN 978-1-61234-766-0. （原始内容存档于2019-11-04）.
2. Bloomfield, Robert James. . Accounting, Organizations and Society. 2018, 68–69: 135–142. S2CID 158687510. doi:10.1016/j.aos.2018.06.004. Consider a website that seeks to provide a venue for productive conversations among those who own and love cats. Their conversations are likely to be undermined by those who want to foster a preference for dogs (haters), as well as those who simply enjoy undermining conversations for its own sake (trolls). They can expect these haters and trolls to raise faulty arguments about the evils of cats faster than they can be rebutted (the Gish Gallop); to pretend sincerity in asking repeatedly for evidence on the benefits of cats (sealioning)...
3. Chatfield, Tom. . SAGE Publishing. 2021-09: 34. ISBN 978-1529727418. To cite just one example, sealioning describes a form of harassment in which a victim is relentlessly asked to provide evidence and reasoning by someone who is hiding behind the excuse 'I'm just trying to have a debate ...
4. Sinnott-Armstrong, Walter. . Oxford University Press. 2018-07: 56. ISBN 978-0190627126.
5. Brown, Amy. . Pinter & Martin. 2019-11  [2022-06-05]. ISBN 978-1780664903. （原始内容存档于2023-03-06）. Sealioning is a more subtle and very irritating form of trolling.
6. Grace Chappell, Sophie. . Oxford University Press. 2022-03: 408. ISBN 978-0192858016. In contemporary internet slang, eironeia is "sealioning"
7. Zucca, Diego. . Brill Academic Publishers. 2022-05: 92. ISBN 978-9004516021. In contemporary internet slang, eironeia is «sealioning»
8. Jhaver, Shagun; Ghoshal, Sucheta; Bruckman, Amy; Gilbert, Eric. . ACM Transactions on Computer-Human Interaction (ACM). 2018-03-22, 25 (2): 12. S2CID 4315029. doi:10.1145/3185593.
9. Massanari, Adrienne L. . Lind, Rebecca Ann  (编). . Routledge. 2016. ISBN 9781317266129. OCLC 948090024. For supporters [of Gamergate], however, the hashtag became an effective way to swarm the mentions of users perceived as not sharing their views, which became known colloquially as 'sea lioning' (Malki, 2014).
10. Jhaver, Shagun; Chan, Larry; Bruckman, Amy. . First Monday. 2018-02-05, 23 (2)  [2019-03-21]. S2CID 3653593. arXiv:1712.05851 . doi:10.5210/fm.v23i2.8232 . （原始内容存档于2019-03-21）.

## 外部連結
- 海獅行為在Know Your Meme上的條目